# Garfield (Georgia)
Garfield es un pueblo ubicado en el condado de Emanuel en el estado estadounidense de Georgia. En el censo de 2000, su población era de 152.

## Demografía
En el 2000 la renta per cápita promedia del hogar era de $14,167, y el ingreso promedio para una familia era de $22,500. El ingreso per cápita para la localidad era de $16,038. Los hombres tenían un ingreso per cápita de $36,875 contra $17,500 para las mujeres.

## Geografía
Garfield se encuentra ubicado en las coordenadas 32°39′2″N 82°5′47″O / 32.65056, -82.09639 (32.650511, -82.096319).
Según la Oficina del Censo, la localidad tiene un área total de 2,1 km² (0,8 mi²), de la cual 2,1 km² (0,8 mi²) es tierra y 0 km² (0 mi²) (0.00%) es agua.